# Anticyklon
Anticyklon er den fagmeteorologiske betegnelse for et højtryksområde.